# آرجی-۶

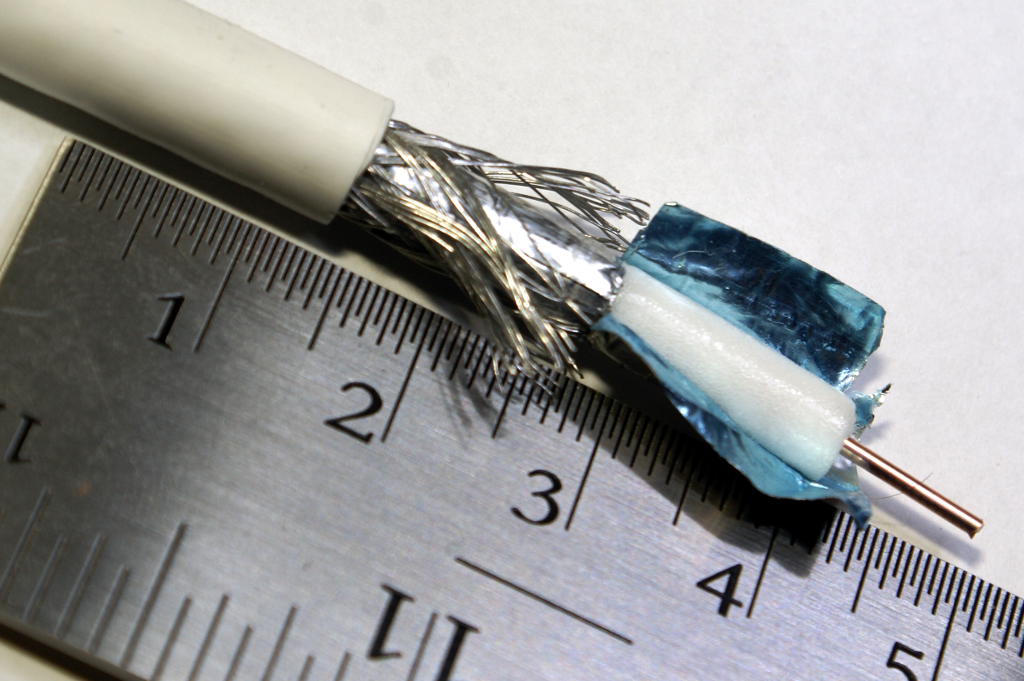
کابل هم‌محور آرجی-۶

آرجی-۶/یو (به انگلیسی: RG-6/U) یک نوع رایج کابل کواکسیال است که در طیف گسترده‌ای از کاربردهای مسکونی و تجاری استفاده می‌شود. یک کابل کواکسیال RG-6/U دارای امپدانس مشخصه ۷۵ اهم است. اصطلاح آرجی-۶ عمومی است و برای طیف گسترده‌ای از طرح‌های کابل به کار می‌رود که از نظر ویژگی‌های محافظ، ترکیب رسانای مرکزی، نوع دی‌الکتریک و نوع غلاف با یکدیگر متفاوت هستند. RG در اصل یک نشانگر واحد برای کابل فرکانس رادیویی حجیم (RF) در سامانه تعیین نوع اتصال الکترونیکی ارتش ایالات متحده بود. پسوند /U به معنای استفاده عمومی است. شماره به ترتیب اختصاص داده شد. نشانگر واحد آرجی دیگر بخشی از سامانه جی‌ئی‌تی‌دی‌اس (MIL-STD-196E) نیست و کابلی که امروزه با برچسب آرجی-۶ فروخته می‌شود، بعید است که مشخصات نظامی را برآورده کند. در عمل، اصطلاح آرجی-۶ به‌طور کلی برای اشاره به کابل‌های کواکسیال با رسانای مرکزی ۱۸ ای‌دبلیوجی   (۱٫۰۲۴ میلی‌متر) و  امپدانس مشخصه ۷۵ اهم استفاده می‌شود.

## کاربردها
نوع متداول کابل کواکسیال ۷۵ اهم، کواکس توزیع تلویزیون کابلی (CATV) است که برای هدایت سیگنال‌های تلویزیون کابلی به داخل و داخل خانه استفاده می‌شود. کواکس توزیع CATV به‌طور معمول دارای یک رسانای مرکزی فولادی با روکش مس (CCS) و یک محافظ فویل آلومینیومی/بافته آلومینیومی ترکیبی است که معمولاً با پوشش کم (حدود ۶۰٪) است. کابل‌های ۷۵ اهم نیز در کاربردهای ویدیویی حرفه‌ای استفاده می‌شوند که سیگنال‌های ویدئویی آنالوگ باندپایه یا سیگنال‌های رابط دیجیتال سریال (SDI) را حمل می‌کنند. در این کاربردها، رسانای مرکزی معمولاً مس مفتولی است، محافظ بسیار سنگین‌تر است (معمولاً فویل آلومینیومی و ۹۵٪ نوار مسی)، و تلرانس‌ها به شدت کنترل می‌شوند تا پایداری امپدانس بهبود یابد.
کابل‌ها معمولاً در هر انتها اتصال‌دهنده دارند.

## انواع
مانند بسیاری از کابل‌ها، کابل‌های سبْک آرجی-۶ در چندین نوع مختلف برای کاربردهای مختلف طراحی شده‌اند، از جمله:
سیم ساده یا خانگی برای سیم‌کشی خانه‌های داخلی یا خارجی طراحی شده است.
کابل «فراگرفته» با ژل مسدودکننده آب برای استفاده در مجرای زیرزمینی یا دفن مستقیم آمیخته می‌شود.
پیامرسان یا هوایی ممکن است حاوی مقداری عایق رطوبتی باشد، اما با افزودن یک سیم پیام‌رسان فولادی در طول آن برای حمل تنش ناشی از فرودی هوایی از یک تیر خط متمایز می‌شود.
سیم پلنوم با غلاف کم دود صفر هالوژن (LSZH) عرضه می‌شود که می‌سوزد اما دود سمی تولید نمی‌کند. LSZH معمولاً پی‌وی‌سی تابیده شده است. گرمایش مواد فرار را از بین می‌برد که باعث می‌شود محصول حاصل در برابر حرارت مقاوم تر شود.

## تضعیف/تلف سیگنال
کابل‌ها یک سیگنال را به نسبت مستقیم با طول تضعیف می‌کنند. تضعیف با فرکانس به دلیل اثر پوستی افزایش می‌یابد.
| فرکانس (MHz) | تضعیف (dB/100 ft) |
| ------------ | ----------------- |
| ۱            | ۰٫۲; ۰٫۴ برای CCS |
| ۱۰           | ۰٫۶               |
| ۱۰۰          | ۲٫۰               |
| ۱۰۰۰         | ۶٫۲               |